# Сан-Мартіню-де-Санде
Сан-Мартіню-де-Санде (порт. São Martinho de Sande; МФА: [ˈsɐ̃w maɾ.ˈti.ɲu dɨ ˈsɐ̃.dɨ]) — парафія в Португалії, у муніципалітеті Гімарайнш. Розташована в північно-західній частині країни, на теренах історичної португальської провінції Дору-Міню. Входить до складу округу Брага. За адміністративним поділом, чинним до 1976 року, терени парафії були складовою провінції Міню. Належить до Бразької архідіоцезії Католицької церкви. Патрон — Мартин Турський. Площа — 3,3043 км². Населення — 2533 ос. (2011). Сильно урбанізований регіон. Густота населення — 766,58 осіб/км²
. Код — 030858.

## Назва
- Санде (Сан-Мартіню) (порт. Sande (São Martinho)) — офіційна назва.

## Населення
| Кількість мешканців | Кількість мешканців | Кількість мешканців | Кількість мешканців | Кількість мешканців | Кількість мешканців | Кількість мешканців | Кількість мешканців | Кількість мешканців | Кількість мешканців | Кількість мешканців | Кількість мешканців | Кількість мешканців | Кількість мешканців | Кількість мешканців |
| ------------------- | ------------------- | ------------------- | ------------------- | ------------------- | ------------------- | ------------------- | ------------------- | ------------------- | ------------------- | ------------------- | ------------------- | ------------------- | ------------------- | ------------------- |
| 1864                | 1878                | 1890                | 1900                | 1911                | 1920                | 1930                | 1940                | 1950                | 1960                | 1970                | 1981                | 1991                | 2001                | 2011                |
| 850                 | 910                 | 1 010               | 1 144               | 1 268               | 1 094               | 1 314               | 1 448               | 1 774               | 2 109               | 2 243               | 2 664               | 2 721               | 2 880               | 2 533               |